# Фару
Фа́ру (порт. Faro [ˈfaɾu]) — город и морской порт на юге Португалии, центр одноимённого округа и муниципалитета, центр исторической провинции Алгарве. Численность населения — 118,000 жителей (муниципалитет). Город и муниципалитет входит в регион Алгарве и субрегион Алгарве. Входит в состав городской агломерации Большое Алгарве.
Аэропорт Фару (код IATA — FAO).

## История
История города очень интересна и богата. В доримский период в этой местности проживали кинеты, поддержавшие римлян в ходе Лузитанской войны. В римский период здесь возникает город Оссоноба (лат. Ossonoba), административный центр и крупный порт. В дальнейшем город оказался под влиянием мавританских и арабских завоевателей. В XIII веке мавры были изгнаны из города королём Португалии Афонсу III Булонским. В 1722 и 1755 годах город сильно пострадал во время землетрясений.
В дальнейшем город успешно развивался и превратился в главный город области Алгарве.

## География и климат

### География
Город расположен на юге Португалии на живописном берегу залива Риа-Формоза близ мыса Санта-Мария. Тёплый климат, пляжи и солнечная погода делают Фару очень популярным местом летнего отдыха.
Муниципалитет граничит:
- на севере — муниципалитет Сан-Браш-де-Алпортел,
- на востоке — муниципалитет Ольян,
- на юге — Атлантический океан,
- на юго-западе — муниципалитет Ольян,
- на западе — муниципалитет Сан-Браш-де-Алпортел и Лоле.

### Климат
В Фару субтропический средиземноморский климат (Кеппен-классификация климата: CSA). Лето тёплое, жаркое и солнечное, средняя температура в дневное время 27—35 °C (81-95 °F). Погода в осенние и зимние месяцы, как правило, мягкая с температурами около 8-17 °C (46-63 °F). Фару получает большую часть своих осадков в зимние месяцы; дождь бывает очень редко в период с июня по сентябрь. Среднегодовая температура составляет около 17 °C (63 °F) — 18 °C (64 °F) и годовое количество осадков составляет около 500 мм (19.69 в). Средняя температура поверхности моря 15-16 °C (59-61 °F) в январе, прогревается до 22—25 °C (72-77 °F) в августе.
| Показатель                                          | Янв. | Фев. | Март | Апр.  | Май  | Июнь | Июль | Авг. | Сен. | Окт. | Нояб. | Дек.  | Год   |
| --------------------------------------------------- | ---- | ---- | ---- | ----- | ---- | ---- | ---- | ---- | ---- | ---- | ----- | ----- | ----- |
| Абсолютный максимум, °C                             | 21,9 | 24,7 | 28,9 | 30,1  | 33,6 | 37,1 | 44,3 | 39,6 | 37,4 | 33,3 | 28,6  | 24,0  | 44,3  |
| Средний суточный максимум, °C                       | 16,1 | 16,9 | 19,1 | 20,4  | 22,8 | 26,4 | 29,2 | 28,8 | 26,6 | 23,2 | 19,6  | 17    | 22,2  |
| Средняя температура, °C                             | 12,0 | 12,8 | 14,8 | 16,1. | 18,4 | 21,9 | 24,2 | 24,1 | 22,3 | 19,3 | 15,7  | 13,3  | 17,9  |
| Средний суточный минимум, °C                        | 7,9  | 8,7  | 10,5 | 11,8  | 14,0 | 17,3 | 19,1 | 19,4 | 18,0 | 15,3 | 11,7  | 9,6   | 13,6  |
| Абсолютный минимум, °C                              | −1,2 | −1,2 | 2,3  | 3,6   | 6,7  | 8,0  | 11,9 | 13,1 | 9,9  | 7,8  | 2,7   | 1,2   | −1,2  |
| Норма осадков, мм                                   | 59,3 | 52,0 | 39,4 | 38,6  | 21,7 | 4,3  | 1,8  | 3,9  | 23,2 | 60,1 | 90,4  | 114,1 | 508,8 |
| Источник: Instituto Português do Mar e da Atmosfera |      |      |      |       |      |      |      |      |      |      |       |       |       |

## Административное устройство
| Фрегезии (районы) муниципалитета Фару | Фрегезии (районы) муниципалитета Фару | Фрегезии (районы) муниципалитета Фару | Фрегезии (районы) муниципалитета Фару | Фрегезии (районы) муниципалитета Фару | Фрегезии (районы) муниципалитета Фару | Фрегезии (районы) муниципалитета Фару |
| №                                     | Наименование                          | Оригинальное наименование             | Кол-во жителей чел.(2001)             | Территория км²                        | Плотность чел./км²                    | Почтовый индекс                       |
| ------------------------------------- | ------------------------------------- | ------------------------------------- | ------------------------------------- | ------------------------------------- | ------------------------------------- | ------------------------------------- |
| 1                                     | Консейсан                             | Conceição                             | 3751                                  | 21,74                                 | 172,54                                | 8000-000 CONCEICAO FAR                |
| 2                                     | Монтенегру                            | Montenegro                            | 5336                                  | 23,01                                 | 231,9                                 | 8000-000 FARO                         |
| 3                                     | Сан-Педру                             | São Pedro                             | 12761                                 | 11,75                                 | 1086,04                               | 8000-000 FARO                         |
| 4                                     | Санта-Барбара-де-Неше                 | Santa Bárbara de Nexe                 | 4119                                  | 37,93                                 | 108,59                                | 8000-000 SANTA BARBARA DE NEXE        |
| 5                                     | Се                                    | Sé                                    | 28546                                 | 60,33                                 | 473,16                                | 8000-000 FARO                         |
| 6                                     | Эштой                                 | Estoi                                 | 3538                                  | 46,55                                 | 76                                    | 8000-000 ESTOI                        |

## Достопримечательности
В городе расположены университет Алгарве, международный аэропорт, морской порт, пристань для яхт, железнодорожная станция и автостанция.
Имеется 30-тысячный стадион, который был одним из стадионов чемпионата Европы по футболу 2004 года.
Город является местом проведения крупных соревнований по мотоциклетному спорту.
Здесь проводится ежегодно организуемый студентами университета Алгарве студенческий фестиваль, который является крупным событием в жизни города.
Праздник города Фару проводится 7 сентября.
Другие интересные места:
- Замок Фару,
- Монастырь Святого Франциска,
- Монастырь капуцинов,
- Соборная церковь,
- Церковь Святого Франциска,
- Церковь Святой Варвары,
- Церковь Святого Петра,
- Церковь Эштой,
- Церковь Карму,
- Церковь Милосердия,
- Церковь Носса-Сеньора-де-Консейсан,
- Часовня Носса-Сеньора-да-Боа-Виста,
- Часовня Святого Антония,
- Часовня Святого Луиса,
- Часовня Святого Себастьяна,
- Часовня Подножия Креста,
- Крепостные стены,
- Епископский дворец,
- Особняк Белмарку,
- Епископальная семинария.

Музеи:
- Муниципальный музей Фару,
- Морской музей адмирала Рамалью Ортигана,
- Региональный этнографический музей,
- Научный центр Вива.

## Экономика
Экономика города основана в основном на туризме и сфере услуг. Около 5 миллионов туристов принимает город в течение года.
В городе также имеется производство поваренной соли, добываемой из местных солончаков.

## Демография
| Население муниципалитета Фару | Население муниципалитета Фару | Население муниципалитета Фару | Население муниципалитета Фару | Население муниципалитета Фару | Население муниципалитета Фару | Население муниципалитета Фару | Население муниципалитета Фару | Население муниципалитета Фару |
| ----------------------------- | ----------------------------- | ----------------------------- | ----------------------------- | ----------------------------- | ----------------------------- | ----------------------------- | ----------------------------- | ----------------------------- |
| 1801                          | 1849                          | 1900                          | 1930                          | 1960                          | 1981                          | 1991                          | 2001                          | 2004                          |
| 23 881                        | 18 733                        | 34 104                        | 28 456                        | 35 651                        | 45 109                        | 50 761                        | 58 051                        | 58 305                        |

## Фотографии
- Вид на город
- Дом милосердия, церковь и больница
- Улицы Фару
- Здание городского управления в Фару
- Кафедральный собор в Фару
- Акватория порта Фару
- Фару. Проспект Республики
- Пешеходная улица в центре старого Фару
- Крепостные стены Фару
- Стадион Алгарве
- Памятник военным трёх родов войск на атлантическом побережье Фару